# 张光华
张光华（1912年—1986年），中国人民解放军将领、中国人民解放军开国少将。
曾任总高级步兵学校干部部部长。1955年，授予中国人民解放军少将。